# Südlicher Neunstachliger Stichling
Der Südliche Neunstachlige Stichling (Pungitius platygaster) ist ein Fisch aus der Familie der Stichlinge.

## Verbreitung und Lebensraum
Diese Stichlingsart bewohnt vorwiegend pflanzenreiche Süßwasserbiotope, ist aber auch im Brackwasser zu finden.
Siedlungsgebiet sind küstennahe Gewässer und Zuflüsse des Kaspischen, Schwarzen und Asowschen Meeres, außerdem auch die Umgebung des Aralsees. Die Verbreitungsgebiete des Südlichen Neunstachligen Stichlings und seines Verwandten, des Neunstachligen Stichlings, überschneiden sich also nicht und haben derzeit keine räumlichen Berührungspunkte. Die IUCN beurteilt den Bestand dieser Art derzeit als nicht gefährdet („least concern“).

## Merkmale
Der Südliche Neunstachlige Stichling bleibt klein, Durchschnittsgröße sind fünf Zentimeter. Nur in seltenen Fällen werden sieben Zentimeter Körperlänge erreicht.
Vor der weichstrahligen Rückenflosse trägt er acht bis elf einklappbare Stacheln.
Die Färbung variiert zwischen den Populationen stark, außerhalb der Laichzeit ist ein bräunliches Muster auf hellerem Grund vorherrschend.
Äußerlich dem Neunstachligen Stichling (P. pungitius) sehr ähnlich, unterscheidet sich diese Art vorwiegend durch die Beschilderung von ihrem nahen Verwandten. Auffallend ist hier vor allem der große Bauchschild, der fast ein Viertel der Körperlänge erreichen kann (bei P. pungitius 14–16 Prozent). Auch die Ventralstacheln sind mit 15 bis 16 Prozent der Körperlänge deutlich länger als bei der anderen Art. Sie weisen zudem gesägte Ränder auf, während P. pungitius (meist) glattrandige Ventralstacheln trägt. Die nahe Verwandtschaft mit P. pungitius hat Heiner Kullack 1968 durch Kreuzungsversuche bewiesen. Zuchtversuche mit den Hybriden schlugen aber bisher fehl.
Anzahl der Flossenstrahlen:
- Dorsale 1 VIII–XI, Dorsale 2 7–10, Anale I/6–9, Pectorale 10–11, Ventrale II/0–1, Caudale 12–13

## Verhalten
Auch im Verhalten überwiegen die Gemeinsamkeiten mit dem Neunstachligen Stichling, es gibt nur kleine Unterschiede in der Ausführung des Balzrituals. Außerdem bevorzugt der Südliche Neunstachlige Stichling Laichplätze mit besonders dichter Vegetation.

## Unterarten
Zeitweise wurde der Südliche Neunstachlige Stichling noch einmal in die zwei Unterarten Pungitius platygaster platygaster und Pungitius platygaster aralensis gegliedert. Diese Unterscheidung wurde in neueren Untersuchungen fallen gelassen.